# Raphiocarpus
Raphiocarpus es un género con cuatro especies de plantas herbáceas  perteneciente a la familia Gesneriaceae.  Comprende 29 especies descritas y de estas, solo 10 aceptadas.

## Descripción
Son arbustos, subarbustos o hierbas perennes, en R. sesquifolius con un rizoma subterráneo distinto y brotes anuales. Hojas opuestas, a pares bien espaciadas o acolchadaa en el ápice del tallo, las hojas de un par igual o (en parte fuertemente) desigual, pecíolos presentes o ausentes, láminas ovadas o ampliamente lanceoladas, cuneadas de base cordada. Las inflorescencias axilares en cimas, de 1 a varias flores laxas o densas. Corola generalmente grande, tubo largo y tubular con forma de embudo, bilabiada las extremidades, labio superior 2-lobulado, labio inferior 3 lóbulado, lóbulos redondeados, de variable coloración. La fruta es una cápsula alargada, dehiscente longitudinalmente en dos válvulas.

## Taxonomía
El género fue descrito por  Woon Young Chun y publicado en Sunyatsenia 6: 273. 1946.
Etimología
Raphiocarpus nombre genérico que deriva del idioma griego: ραφις, raphis = "aguja" y καρπος, karpos = "fruta", en alusión a la fruta, una cápsula cilíndrica muy delgada.

## Especies aceptadas
A continuación se brinda un listado de las especies del género Raphiocarpus aceptadas hasta abril de 2014, ordenadas alfabéticamente. Para cada una se indica el nombre binomial seguido del autor, abreviado según las convenciones y usos.
- Raphiocarpus asper (Drake) B.L. Burtt
- Raphiocarpus aureus (Dunn) B.L. Burtt
- Raphiocarpus begoniifolius (H.Lév.) B.L.Burtt
- Raphiocarpus clemensiae (Pellegr.) B.L. Burtt
- Raphiocarpus evrardii (Pellegr.) B.L. Burtt
- Raphiocarpus longipedunculatus (C.Y. Wu ex H.W. Li) B.L. Burtt
- Raphiocarpus macrosiphon (Hance) B.L.Burtt
- Raphiocarpus petelotii (Pellegr.) B.L. Burtt
- Raphiocarpus sesquifolius (C.B. Clarke) B.L. Burtt
- Raphiocarpus sinicus Chun